# César Alierta
 (décembre 2019).
Si vous disposez d'ouvrages ou d'articles de référence ou si vous connaissez des sites web de qualité traitant du thème abordé ici, merci de compléter l'article en donnant les références utiles à sa vérifiabilité et en les liant à la section « Notes et références ».
César Alierta, né le 5 mai 1945 à Saragosse (Aragon) où il meurt le 10 janvier 2024, est un avocat et homme d'affaires espagnol, PDG de la multinationale de la communication Telefónica à partir de 2000.

## Biographie

### Formations
César Alierta détient un Master of Business Administration (MBA) obtenu à l'université Columbia de New York. Il est aussi diplômé de droit de l'université de Saragosse.

### Carrière
César Alierta est l'ancien président de Tabacalera et Logista, une filiale du groupe Altadis. En 2006, il est administrateur d'Altadis, dont il est aussi membre du comité exécutif.
Il a fondé et présidé Beta Capital et occupé les fonctions de General Manager de la division des marchés de la banque Urquijo à Madrid
Il est membre du conseil d'administration de Plus Ultra, Terra et Iberia. Il a été également administrateur et membre du Standing Committe de la bourse de Madrid.
- 1970-1985 : Banco Urquijo (analyste financier)
- 1985-1996 : Beta Capital (fondateur et président)
- 1996-1999 : Tabacalera (PDG)
- 1999-2000 : Altadis (coprésident)
- 2000-2016 : Telefónica (PDG et président)